# Sting in the Tail
Sting in the Tail е осемнадесетият студиен албум на германската рок група „Скорпиънс“, издаден през 2010 г. за Европа от „Сони Мюзик Ентъртейнмънт“ и от „Ню Доор Рекърдс“ за Съединените американски щати. На 25 януари същата година групата обявява чрез своя уебсайт, че това ще бъде последното произведение в кариерата ѝ и че със световното концертно турне Get Your Sting and Blackout World Tour ще отбележи сбогуването си с музикалната сцена. Въпреки това, през 2012 г. китаристът Матиас Ябс съобщава, че групата няма да прекратява съществуването си, удължава световното си турне и вече планира нов студиен албум.
Записването е направено от май 2009 г. до края на годината в четири различни звукозаписни студия в Европа и Съединените американски щати. Микаел Норд и Мартин Хансен продуцират албума и същевременно се включват в процеса на композиране, където както обикновено Рудолф Шенкер и Клаус Майне са автори или съавтори на всички песни. Sting in the Tail е албум, в който „Скорпиънс“ създават характерна музика и текстове, типични за най-успешните години в творчеството на групата. Продукцията съдържа класически рок песни и „мощни рок балади“, в една от които The Good Die Young певицата Таря Турунен изпълнява част от вокалите.
Няколко дни след като е пуснат в продажба, албумът получава много добър прием в музикалните класации и влиза в първите 20 места на 12 държави от Европа, Северна Америка и Азия. В Гърция това е третият пореден студиен албум на „Скорпиънс“, който достига до №1, докато в Германия заема позиция №2. В Съединените американски щати Sting in the Tail дебютира под №23 в „Билборд 200“ и по този начин отбелязва най-високия дебют на техен албум в тази страна, след Crazy World от 1990 г. Той също така получава „златни“ и „платинени“ сертификати в Русия и Германия, съответно за 20 000 и 200 000 продадени бройки. Изданието получава добри отзиви и от специализираната преса, която в различни публикации го определя за най-успешния им албум от близо двадесет години, докато други го цитират като перфектен и най-доброто наследство, което групата може да остави.
За популяризирането на Sting in the Tail, са издадени четири сингли, но само Raised on Rock влиза в класация за сингли в Съединените американски щати. В началото на 2010 г. те започват промоционалното турне, което ги отвежда в няколко страни по света до края на 2011 г. След успеха, който генерира, то е разширено през 2012 г. и 2013 г. под името Final Sting Tour, а през 2014 г. с презентации в няколко европейски страни под заглавието Rock and Roll Forever Tour. Благодарение на това, музикантите за първи път свирят в Боливия, Молдова, Мароко и Бахрейн. България също е част от дестинациите, след като през 2010 г. и 2013 г. групата изпълнява два концерта в страната. Това е едно от най-успешните турнета на групата с 260 концерта на пет континента и брутна печалба от над 105 милиона долара.

## Описание
В началото на 2007 г. групата издава много добре приетият от музикалната критика, концептуален студиен албум Humanity Hour I. По същото време започва пълномащабно световно концертно турне - Humanity Tour (2007 г. - 2009 г.) с повече от 160 концерта на четири континента, което го прави най-голямото им по брой концерти, след Crazy World Tour (1990 г. - 1991 г.). През втората половина на 2009 г. „Скорпиънс“ получават почетна награда „Ехо“ за цялостен принос, заради успешната си кариера и въздействието ѝ върху съвременната музикална култура, както и за създаването на глобалния химн, песента Wind of Change. На 24 ноември 2009 г. с подкрепата на „Грийнпийс“, те издават DVD с два концерта от Бразилия в Ресифе и Манауш озаглавено Amazonia – Live In The Jungle, което е посветено на Амазония и запазването на тази част от света.
В началото на април 2009 г. фен клубът на „Скорпиънс“ „Скорпнюз“ съобщава, че групата ще влезе в студио през есента на същата година, за да запише нов албум. Няколко седмици по-късно Клаус Майне официално потвърждава, че групата работи върху нов материал в интервю за „Дойче веле“. Той обяснява: „След една много бурна 2008 г. с 60 концерта в 22 страни, сега се опитваме да си поемем въздух и да заредим батериите си, но също така да бъдем креативни“. Два месеца по-късно групата удължава договора си за звукозапис с „Ариола Рекърдс“.

## Записване
През 2009 г. групата се свързва с шведските продуцентите Микаел Норд и Мартин Хансен, с които „Скорпиънс“ имат планове да работят още преди записите на Humanity Hour I. Тъй като и двамата са фенове на групата от 70-те години насам, китаристът Матиас Ябс коментира, че няма „връзка продуцент-група“, а по-скоро е като „сплотена група от седем члена“. За Рудолф Шенкер това е е основната разлика в работата с Дезмънд Чайлд, защото шведите са по-спокойни и „искаха отново да имат класическите „Скорпиънс“. За предпродукцията музикантите са подкрепени от диригента Кристиан Колоновиц и програмиста Стефан Шруп, които вече работят с тях по симфоничния проект Moment of Glory през 2000 г.
През май 2009 г. музикантите се срещат с продуцентите в Стокхолм за да започнат записите, но поради изпълненията на живо, които все още правят на световното турне на Humanity Tour, записът на албума е извършен на части в четири различни студия. Матиас Ябс коментира, че понякога работят върху песни в продължение на седмица или десет дни. Към 1 юни групата разполага с шест записани песни, но след няколко изпълнения в Европа между юни и юли, процесът на запис е приет сериозно едва през август 2009 г. Основните песни, както китарите и баса, са записани в студиото „Скорпио Саунд Студио“ в Хановер, собственост на собственост на Рудолф Шенкер, докато вокалите на Клаус Майне са записани в „Гараж Студиос“ в Стокхолм. Някои от задните вокали и допълнителни такива са записани в „Скорпио Саунд Студио и „Вокал Ленд Стуидо“ в Германия, а барабаните в „Атлантисстудион“ в Стокхолм, докато обработката на записа е осъществена в „Стерлинг Саундс“, Ню Йорк, Съединените американски щати.
Барабанистът Джеймс Котак казва, че първоначално никой не е доволен от резултата и поради тази причина продуцентите вземат всички песни и ги „обръщат с главата надолу“, което им дава нова перспектива и целият процес е повторен. В интервюто за „Слийз Рокс“ той обяснява: „Първите четири песни, които написахме за този запис, всъщност бяха мрачни. Наричам ги мрачни песни, защото вероятно бяха твърде тежки в сравнение с нещата, които сме правили в миналото. Те бяха в духа на The Good Die Young, но не можете да имате твърде много такива песни. Обичам The Good Die Young, но се радвам, че начинът, по който се развиха нещата, ни отдалечи от първоначалното начало в процеса на писане на песни. Ние също така писахме заедно с нашите продуценти Мартин Хансен и Микаел Андерсон, които издигнаха всичко на съвсем различно ниво.“ Микаел Норд работи с дублаж и китари, докато Мартин Хансен се фокусира върху вокалите. Един от мотивите на шведското дуо е, групата да се върне към своя класически хардрок стил, който е установен между Lovedrive (1979) и Savage Amusement (1988). В този смисъл критикът Мартин Попоф коментира, че шведите успяват да направят едни от „най-фрапиращите и експлозивни звуци за групата от години насам“, чиято „брилянтна и жизнена продукция датира от Blackout (1982)“. Матиас Ябс има подобно мнение, той счита, че звукът, постигнат със Sting in the Tail го прави вероятен наследник на Love at First Sting (1984).
Към средата на декември 2009 г. групата приключва със записите на албума. Точно преди Коледа те канят хора от Европейската звукозаписна компания за слушане на записа. След като изслушват целия албум на следващия ден, ръководството казва на групата, че звукозаписната компания го харесва и че това е най-добрият запис от години. Ръководството предлага идеята този албум да бъде последният им студиен албум за групата и да обяви финално турне. Първоначално те приемат идеят като шега, но след като преценяват възрастта си (Рудолф Шенкер и Клаус Майне вече над 60 годишни) и качеството на албума, те приемат предложението. Матиас Ябс обяснява: „Никога не сме прекарали и секунда да мислим за това. За нас подсъзнателно си мислехме, че ще продължи вечно. Бяхме върнати малко назад, но след няколко дни, живеещи с мисълта, че решихме заедно – това ще бъде правилното нещо, което трябва да направим. Искаме да излезем на върха, докато все още сме здрави и все още можем да направим високоенергийно шоу, което продължава два, понякога три часа на вечер.“

## Композиране и лирическо съдържание
Sting in the Tail се състои от дванадесет песни, където Рудолф Шенкер и Клаус Майне са главните композитори, въпреки че продуцентите също получават заслуги за съвместното създаване на няколко от тях. За разлика от Humanity Hour I, този път музикантите не искат да предадат хуманитарно послание в текстовете, а по-скоро да се върнат към простия рок, което допълнително е посочено като пример от Джеймс Котак. Рудолф Шенкер обяснява, че с този албум „Скорпиънс“ се връщат към корените си. Той казва: „Ако вземете най-добрите елементи от песните от албумите от 80-те години и ги поставите в един албум, ще получите албума Sting in the Tail. Така че в този случай ние се опитахме да преоткрием звука на „Скорпиънс“ от 80-те години, използвайки същата ДНК след добавяне на модерен обрат, за да звучи като днешната музика.“
Според Рудолф Шенкер, началната песен Raised on Rock е „нашият саундтрак и ще бъде до края на дните ни. Това е причината да сформираме групата.“ „Всъщност, първият ред на първия стих казва, че съм роден в ураган във връзка с Rock You Like a Hurricane.“ Клаус Майне обяснява: „Всички започнахме да слушаме музика и израснахме с музиката на 60-те години“. В анализ, Мартин Попоф отбеляза, че песента има проста хармонична прогресия, химнен припев и „вкусни сола, които оцветяват положителното изживяване“. Освен това той коментира, че следва стила на Love at First Sting и я сравнява с песни като Bad Boys Running Wild и Big City Nights, но я нарича „твърде глупава“, за да бъде в албума Blackout.
Идеята зад Sting in the Tail идва от Клаус Майне, който идва в „Скорпио Саунд Студио“ с текста и там Рудолф Шенкер композира музиката. Те обаче не харесват как се получава, защото решават, че звучи като Лейди Гага и продължават да работят по нея. По-късно Клаус Майне измисля фразата „bang bang rock with the gang“ и напълно довършва текста, който според Рудолф Шенкер е страхотен символ от това, което „Скорпиънс“ представляват. Фразата изглежда като звуков ефект, но е направена с различни тонове в гласовете. Slave Me, написана съвместно от Матиас Ябс, Клаус Майне, Рудолф Шенкер и американеца Ерик Базилиан, и продължава добрата традиция на „Скорпиънс“. Според Попоф, тя „съдържа творчеството, така че стихът избухва с тевтонска слава“. За първи път в кариерата си Матиас Ябс изпълнява рифа с истинския звук на китарата си и разговорната кутия заедно. Той казва, че обикновено се пускат поотделно, защото при свързване на ток бокса прекъсва високоговорителя, но за тази песен решава да ги пусне в унисон.
The Good Die Young е първокласна мощна балада с епичен и мощен припев. Тя е антивоенна песен за войниците в Афганистан и всички хора по света, които се борят за свобода и мир. Клаус Майне казва: „Всички живеем в трудни времена. Мисля, че тази песен се опитва да изрази такова чувство“. Текстът ѝ е вдъхновен от разговора между Клаус Майне и негов приятел, който се готви да замине за Афганистан за осем месеца. Клаус Майне добавя: „Между редовете можех да чуя „Е, да се надяваме, че ще се върна у дома жив“. За записите на песента е поканена бившата вокалистка на „Найтуиш“ Таря Турунен, която изпълнява задните вокали в оригиналната версия, но не участва в композирането ѝ защото това е идея, наложена от звукозаписната компания по-скоро поради търговски, а не музикални причини. Таря Турунен получава поканата по телефона от Клаус Майне. Рудолф Шенкер иска нейно участие в планиран видеоклип на един от концертите им на живо и за целта те преработват песента за да дадат на Таря Турунен по-голяма роля, като ѝ позволяват да изпее куплет и увеличиват силата на гласа си в припева.
No Limit, е друга композция в съавторство с Ерик Базилиан, която се вписва в простата концепция за хардрок и постига по-тежка рок позиция над първите три песни. Песните Let's Rock, Rock Zone и Spirit of Rock засягат същата тема. Turn You On е европейски рок, чиято стара скуул акордова прогресия се изпълнява от „изкривени китари“. В своя анализ Попоф я нарича „твърдо и напрегнато (...) просто, директно и заразително“. Lorelei и SLY са балади с „комбинация от почти класическа форма с динамика на твърдия рок, многопластови вокални и китарни текстури“. Lorelei е „още една висококачествена балада“ и е песен за легендата за водния дух „Лорелай“, който живее на върха на скалата Лорелай над река Рейн. SLY е измислена песен за момиче на име Слай, за нея Клаус Майне обяснява: „Когато Still Loving You беше хит през 80-те, много хора очевидно правеха любов с тази песен. Много хора ни казаха в Европа, особено във Франция, „Нарекохме дъщеря си Слай, зааради Still Loving You.“ Албумът завършва с The Best Is Yet to Come, която подобно на Lorelei е написана в съавторство с шведските музиканти Фредрик Томантандер и Андерс Уикстрьом. Групата първоначално я композира през 2003 г. в последните сесии на записи на Unbreakable, но не я включва в албума.

## Обложка
Заглавието на албума е обявено на 22 ноември 2009 г., а обложката е издадена на 8 януари 2010 г. и е изработена от германския графичен дизайнер Дърк Илинг. Звукозаписната компания има няколко илюстрации, които да използва като корица, включително една, в която музикантите са в разрушена хотелска стая, която е публикувана като плакат в германско списание. Групата обмисля да я използва, но след като обявява Sting in the Tail като последен албум, решава да направи нещо различно. По този начин Рудолф Шенкер стига до идеята да използва голямо S с жило на скорпион в горната част. В горната част на същата буква, е изписано „Скорпиънс“ с познатия шрифт на групата, а в долната част е отличителното им лого във формата на скорпион. Цялата композиция стъпва върху две червени рози, на които стъблата ми са увити върху буквата S, а под тях се намира сива лента с череп с корона посредата и изписано името на албума с готически шрифт; на заден план се виждат различни тъмни каменни орнаменти. В останалата част на обложката, книжката е допълена със снимки на групата, направени от Марк Тайс.

## Издаване
В края на месец януари 2010 г. „Скорпиънс“ излизат със съобщение в официалния си сайт, че издават нов студиен албум и след приключването на промоционалното турне Get Your Sting and Blackout World Tour, ще прекратят своята музикална кариера. Първите фрагменти от албума са качени на официалния уебсайт на „Скорпиънс“ на 24 януари 2010 г., а окончателните фрагменти от целия албум са пуснати в германсия „Амазон“ на 25 февруари 2010 г. Пълният списък с песни е оповестен на 5 февруари 2010 г. и осем дни по-късно промоционално видео за албума е пуснато в мрежата. Първият международен сингъл издаден от албума, е песента The Good Die Young. Тя е представена премиерно от гръцката онлайн радиостанция „Рокмашин“ и версия на песента с намалено качество на радиоизлъчване е качена в „Ютюб“ от местния фен клуб на групата в Гърция. Първият сингъл в Съединените американски щати е Raised on Rock. Той е достъпен за закупуване чрез „Амазон“ преди издаването на албума. На 21 юни 2010 г. групата издава сингъла Sting in the Tail, предназначен за радиостанциите.
В Гърция албумът е издаден ексклузивно с вестник „Реал Нюз“ на 14 март 2010 г. Ден преди издаването, гръцкият фен клуб провежда сесия за слушане на албума в „Хардрок Кафе“ в Атина. Албумът е издаден на 19 март 2010 г. в Европа чрез „Сони Мюзик Ентъртейнмънт“ и на 23 март 2010 г. в Съединените американски щати от „Ню Доор Рекърдс“. В седмицата на пускане в Съединените американски щати „Ай Тюнс“ дава възможност на клиентите да поръчат предварително албума до 22 март със специалното изтегляне на ексклузивната бонус песен, наречена Let's Rock!. От 20 април до 1 юни 2010 г. уеб списанието „Класик Рок Ревизитед“ дава възможност на феновете на „Скорпиънс“ да спечелят копие от албума с автографи на Клаус Майне, Рудолф Шенкер и Матиас Ябс, като попълнят електронния формуляр за теглене на случаен принцип. На 2 ноември 2010 г. германското подразделение на „Сони Мюзик “ издава луксозна верисия на албума, която се състои от компактдиск и бонус DVD. Дискът съдържа стандартните 12 песни плюс пет бонус песни: Dreamers, Too Far, Miracle, нова версия на The Good Die Young, която е в дует с Таря Турунен и Thunder and Lightning, преди това издадена като бонус песен в японската версия на албума. Бонус DVD-то съдържа видеоклипове на живо от изпълненията на Sting in the Tail в Сан Антонио и The Best Is Yet to Come, записана в Прага. Бонус DVD-то също включва видео посланието Sting in the Tail.

## Представяне

### Албум
След като е издаден, Sting in the Tail влиза в повечето важни международни класации за албуми, в които заема позиция в първите 20 места на 12 държави от Европа, Северна Америка и Азия, а в 5 от тях влиза в Топ 5. В Германия той дебютира на 2 април 2010 г. като №2 и остава в класацията 10 септември, като последната му позиция след повторното влизане в класацията е №89 от 3 декември 2010 г. С общо 30 седмици, албумът завършва годината като 29 най-успешен албум в страната. През същата година Федералната асоциация на музикалната индустрия го сертифицира като „златен“, което представлява 100 000 продадени копия, а година по-късно същата организация издава и „платинен сертификат“ за 200 000 продадени бройки от албума. В Гърция той дебютира като №1, което го прави третият пореден судиен албум на германците с първо място в тази страна, след Unbreakable от 2004 г. и Humanity Hour I от 2007 г. Във Великобритания албумът влиза само в две от основните класации, в седмицата от 3 април 2010 г. той достига №96 в „Ю Кей Албумс Чарт“ и №91 във „Физикъл Албумс Чарт“. В седмицата от 8 март 2010 г., изданието дебютира в Чехия като №3 и остава общо четири седмици в Топ 40.
След това последователно достига до №6 в Австрия, Швейцария, Финландия и Русия, където през 2011 г. Националната федерация на производителите на звукозаписи в Русия издава „платинен статус“ на албума за продадени 20 000 бройки. В другите европейски страни, Sting in the Tail достига №14 в Швеция, №19 в Унгария, №21 в Португалия, №30 в Испания, №39 в Италия, №41 в Полша, №45 в Белгия район Валония, №71 в Нидерлания и №83 в Белгия район Фландрия. Във Франция на 27 март 2010 г. дебютира под №116 и прекарва общо 36 седмици, включително с повторно влизане на 22 януари 2011 г. До 2018 г. френската компанията „Инфодиск“ оценява продажбите на Sting in the Tail в тази страна на 35 100 бройки, без да взема предвид стрийминга. В класацията на „100-те най-добри албума в Европа“, разработена от списание „Билборд“, той дебютира на седма позиция през седмицата от 10 април 2010 г.
В Съединените американски щати на 10 април 2010 г. Sting in the Tail дебютира под №23 в „Билборд 200“ и по този начин отбелязва най-високия дебют на техен албум в тази страна, след Crazy World от 1990 г., който дебютира под №21. След това заема последователно следните позиции в останалите класации разработвани от „Билборд“: №23 в „Топ Албум Сейлс“, №6 в „Топ Рок Албумс“, №2 в „Топ Хардрок Албумс“, №6 в „Топ Рок енд Ълтърнатив Албумс“, №23 в „Топ Кърънт Албум Сейлс“ и №22 в „Билборд Канадиън Албумс“. През първата седмица от пускането му в Съединените американски щати Sting in the Tail I е продаден в 18 500 копия. До 21 август 2010 г. той вече има 54 000 продадени бройки. За седмицата от 10 април 2010 г. Sting in the Tail е четиринадесетият най-продаван албум в „Топ 40 на световните албуми“, според „Медия Трафик“. В страни от Азия албумът достига до №25 в Япония и №26 в Южна Корея, докато в такива от Северна Америка, освен в Съединените американски щати, влиза и в Мексико под №33.

### Сингли
Въпреки че няма сингли от Sting in the Tail в раздел дискография в официалния уебсайт на „Скорпиънс“, „Сони Мюзик Ентъртейнмънт“ пуска някои рекламни материали през 2010 г. и на няколко етапа четири промоционални сингъла на компактдискове, които включват издадените в Европа The Good Die Young, The Best Is Yet To Come и Lorelei, както и Raised on Rock, достъпен само за радиостанциите в Съединените американски щати. На 26 февруари The Good Die Young се появява на дигиталната платформа „Епъл Мюзик“. „Кълъмбия Севънуан Мюзик“ (дъщерно дружество на „Сони Мюзик“) го издава във формат на компактдиск, който включва оригинална версия и редактирана радио такава. Гръцкото онлайн радио „Рокмашийн“ го излъчва премиерно на 20 февруари, а след това местният фен клубна групата качва съкратен аудио запис в „Ютюб“. На 7 април е издаден и официален видеоклип към песента.
В Съединените американски щати Raised on Rock е наличен за цифрово изтегляне от „Амазон“ от началото на март. На 7 април достига №2 в класацията на „Класик Рок Медиабейс“. Песента дебютира и в класацията „Херитейдж Рок“, разработвана от списание „Билборд“, като достига №8 на 17 юли с общо 27 седмици в списъка. На 21 юни 2010 г. песента Sting in the Tail също е издадена като радио сингъл, но не и на физически носител. Lorelei достига №9 Полша в класациятра на LP3 за седмицата от 22 юли 2010 г.

### Концертно турне
На 15 март 2010 г. те започват световното концертно турне Get Your Sting и Blackout World Tour в Прага, което към този момент е посочено за прощално. През същата година изявите на групата включват концерти в няколко европейски страни, а в края на юни продължават в Съединените американски щати, Канада и Мексико с над 40 концерта, след изяви в някои южноамерикански страни. Групата приключва годината с 88 концерта и с втора обиколка в Европа, на която на 25 октомври 2010 г. изпълняват четвъртия си концерт в България на Стадион „Академик“ в София. 2011 г. започва с концерт в Банког, Тайланд, последван от обширни европейски изяви, включително 9 концерта в Русия. На 30 март 2011 г. те изпълняват оркестрирани версии на Wind of Change и Rock You Like a Hurricane с участието на Лондонския симфоничен оркестър за честването на 80-ия рожден ден на бившия съветски лидер Михаил Горбачов, проведено в Роял Албърт Хол, Лондон. След три концерта в Ливан, те отново се връщат в Европа през юли, и до края на април 2012 г. изпълняват над 30 коцерта в над 10 страни. През това време групата издава два нови албума - концертния Live 2011 - Get Your Sting & Blackout (2011) и студийния с кавър песни Comeblack (2011) и сменят името на турнето на Final Sting Tour, като обявяват нова обширна обиколка в Северна Америка от началото на юни до средата на юли. В средата на 2012 г. в интервю Матиас Ябс съобщава, че групата няма да се разделя. „Скорпиънс“ завършват 2012 г. също в Европа с 22 концерта в страни като Турция, Беларус, Украйна, Люксембург и други.
Турнето е възобновено в средата на 2013 г., когато отново сменят името му на Rock and Roll Forever Tour; изявите на групата за календарната година включват два концерта Библос, Ливан и още 20 в страни от Европа, като последният от тях е София, България на 16 декември 2013 г. в зала Арена Армеец София“. Малко преди това издават концертния албум MTV Unplugged in Athens. От 7 март 2014 г. изявите им преминават през над 15 страни от континентална Европа, като междувременно на 5 април те са част от артистично шоу на Гран при на Бахрейн от Формула 1, което от своя страна е първият им концерт в тази страна. Турнето приключва на 29 ноември 2014 г. в Брюксел, Белгия. Така това е едно от най-успешните турнета на групата с 260 концерта на пет континента, посетени от на 1 700 000 зрители и брутна печалба от над 105 милиона долара.

## Възприемане

### Коментари на критиците
Sting in the Tail получава добри отзиви от специализираната преса. Джени Рьонебек от „Рок Хард“ отбелязва: „„Скорпиънс“ показват, че са във върховна форма“. „Билд“ излиза със заглавие „Рок – динозаврите издават своя албум за сбогом“ и описва албума, като „Големият взрив“. Том Юрек от „Олмюзик“ обръща паралели за успеха на групата в края на 70-те и началото на 80-те години на 20-и век и стига до заключението, че „Скорпиънс“ могат да се гордеят пред феновете си с този албум. Германският таблоид „Билд“ отбелязва, че групата се сбогува с „истинска експлозия“ и го нарича „силен финален акорд“. Списание „Билборд“ смята, че тези, които се наслаждават на албумите им от осемдесетте, ще се насладят на „носталгични угризения“. По отношение на песните оценката е, че Sting in the Tail и No Limit предлагат „галопиращи рок рифове“, Rock Zone е психеделичен блус, The Good Die Young е „огнена“, докато The Best is Yet to Come „звучи като оптимистична нотка“. Тобиас Рютер от германския вестник „Франкфуртер Алгемайне Цайтунг“ пише, че „песните са масово произведени по съвременен начин, китарите са плътни и тежки, а гласът на Майне звъни интензивно“. По същия начин списъкът с песни „формира ДНК-то на групата“.
„Блебърмаут“ пише, че Sting in the Tail е напълно разпознаваем албум на „Скорпиънс“, особено по отношение на ролите на Матиас Ябс и Рудолф Шенкер, чиито въздействия върху няколко песни от албума „...е почти толкова силно, колкото това, което се чува в много от класическите албуми на групата“. По отношение на вокалните изпълнения на Клаус Майне, публикацията засяга приноса му към звука на групата и заключва: Ако винаги сте обичали „Скорпиънс“, тогава Sting in the Tail няма да направи нищо, за да промени мнението ви. Джени Рьонебек от „Рок Хард“ дава 9 от 10 възможни звезди и в кратък коментар пише, че от „Билд“ до „ФАЗ“ и от „Цет Де Еф“ до „Ер Те Ел“, всички говорят за „хановерската хардрок легенда, която спонтанно реши да се оттегли“. Според него, албумът не може да се посочи като лебедова песен за групата и показва, че германците са все още „невъзмутими, свежи, мотивирани и във върхова форма“. В края на коментра си, той изразява мнение, че Sting in the Tail е много добро наследство на най-великата германска рок група на всички времена.
Двама различни критици дават на албума почти пълна оценка. Тони Антунович от „Метъллийтър“ дава оценка A− и заявява, че „е солидно усилие и се фокусира предимно върху леко смекчени рок химни, изпълнени в стил „Скорпиънс““, докато Анируд „Андрю“ Бансал от „Метъл Асулт“ девет и половина от десет като казва, че „Ако това наистина е последният албум, който някога биха записали, бих казал с натежало сърце, че това е идеалният начин да се сбогуват с феновете.“ Рубен Москеда от „Слийз Рокс“ дава положителна рецензия на албума, като каза, че „Sting in the Tail е почти перфектен албум и един адски начин да завършиш кариера си“. Бившият им барабанист Херман Раребел казва: „Много харесвам новия албум. Мисля, че това е начинът, по който хората чуват „Скорпиънс“.“ Едуардо Ривадавия, в своя списък с албуми на групата, подредени от най-лошия до най-добрия за „Ултимейт Класик Рок“, поставя Sting in the Tail на 14-то място. В рецензията си той отбеляза, че след Humanity Hour I (2007) групата не продължава концептуалните теми и до голяма доближава класическия си модел с това издание. Въпреки това, той остро критикува вокалния стил на Клаус Майне, като според него той е „недобре роботизиран“. В подобна рецензия, Малкълм Доум от „Класик Рок“ го поставя на №14 и обобщава, че групата вече не се опитва да експериментира със звука си, както в близкото минало и съчетава най-добрите си елементи от 80-те години на 20-и век.

### Признание
През 2011 г. албумът получава две награди за албум на годината на различни специализирани медии.
| Публикация            | Година | Признание                                        | Позиция | Източник |
| --------------------- | ------ | ------------------------------------------------ | ------- | -------- |
| „Класик Рок Ревистет“ | 2011   | „Топ 30 издания на 2010 г.“                      | 1       | [ 127 ]  |
| „Метъл Сторм“         | 2011   | Най-добър албум за 2010 г. в категория „Хардрок“ | 1       | [ 128 ]  |

## Списък с песните
Основно издание
1. Raised on Rock (Микаел Норд, Мартин Хансен, Клаус Майне) – 3:57
2. Sting in the Tail (Клаус Майне, Рудолф Шенкер) – 3:12
3. Slave Me (Рудолф Шенкер, Клаус Майне, Матиас Ябс, Ерик Базилиан) – 2:44
4. The Good Die Young (Рудолф Шенкер, Кристиан Колоновитс, Клаус Майне) – 5:14
5. No Limit (Клаус Майне, Рудолф Шенкер, Ерик Базилиан) – 3:24
6. Rock Zone (Клаус Майне, Микаел Норд, Мартин Хансен) – 3:17
7. Lorelei (Рудолф Шенкер, Фредрик Томантандер, Андерс Уикстрьом, Клаус Майне, Ерик Базилиан) – 4:31
8. Turn You On (Рудолф Шенкер, Микаел Норд, Мартин Хансен, Клаус Майне) – 4:25
9. Let's Rock (Рудолф Шенкер, Клаус Майне, Ерик Базилиан) – 3:21
10. SLY (Клаус Майне, Рудолф Шенкер) – 5:15
11. Spirit of Rock (Клаус Майне, Рудолф Шенкер, Ерик Базилиан) – 3:43
12. The Best is Yet to Come (Рудолф Шенкер, Ерик Базилиан, Фредрик Томантандер, Андерс Уикстрьом) – 4:34

Бонус песен в японското издание
1. Thunder and Lightning (Рудолф Шенкер, Клаус Майне, Кристиан Колоновитс) – (4:34)

Бонус в премиум изданието
CD
1. Dreamers (Клаус Майне, Рудолф Шенкер, Ерик Базилиан) – 4:49

1. Too Far (Матиас Ябс, Клаус Майне) – 3:07

1. Miracle – 4:17

1. The Good Die Young (Нова версия) (Рудолф Шенкер, Кристиан Колоновитс, Клаус Майне) – 5:16

1. Thunder and Lightning (Рудолф Шенкер, Клаус Майне, Кристиан Колоновитс) – (4:34)

DVD
1. Sting in the Tail – (На живо от Сан Антонио))
2. The Best is Yet to Come – (На живо от Прага)
3. Sting in the Tail – Видео съобщение – EPK

## Състав
| Музиканти - Клаус Майне – вокали - Рудолф Шенкер – ритъм китара, основна китара, задни вокали - Матиас Ябс – водеща китара, ритъм китара, акустична китара, задни вокали - Джеймс Котак – барабани, задни вокали - Павел Мончивода – бас Гост музиканти - Таря Турунен – вокали на The Good Die Young Източник на информацията: Обложката на Sting in the Tail. | Продукция - Микаел Норд и Мартин Хансен – продукция - Мартин Хансен – запис, смесване - Ханс-Мартин Буф – инженер - Питър Къркман – китарен техник - Инго Поуицер – китарен техник - Мике Свенсон – техник на барабани - Матс Линдфорс и Джордж Марино – обработка - Дърк Илинг - обложка |

## Позиция в класациите
| Класация                                   | Най-висока позиция | Източник |
| 2010 г.                                    | 2010 г.            | 2010 г.  |
| ------------------------------------------ | ------------------ | -------- |
| Австрия                                    | 6                  | [ 58 ]   |
| Белгия (Валония)                           | 45                 | [ 68 ]   |
| Белгия (Фландрия)                          | 83                 | [ 70 ]   |
| Великобритания („Физикъл Албумс Чарт“)     | 91                 | [ 56 ]   |
| Великобритания („Ю Кей Албумс Чарт“)       | 96                 | [ 56 ]   |
| Германия                                   | 2                  | [ 50 ]   |
| Европа                                     | 7                  | [ 73 ]   |
| Гърция                                     | 1                  | [ 53 ]   |
| Италия                                     | 39                 | [ 66 ]   |
| Испания                                    | 30                 | [ 65 ]   |
| Мексико                                    | 33                 | [ 81 ]   |
| Нидерландия                                | 71                 | [ 69 ]   |
| Полша                                      | 41                 | [ 67 ]   |
| Португалия                                 | 21                 | [ 64 ]   |
| Русия                                      | 6                  | [ 60 ]   |
| САЩ („Билборд 200“)                        | 23                 | [ 74 ]   |
| САЩ („Билборд Канадиън Албумс“)            | 22                 | [ 74 ]   |
| САЩ („Топ Албум Сейлс“)                    | 23                 | [ 74 ]   |
| САЩ („Топ Кърънт Албум Сейлс“)             | 23                 | [ 74 ]   |
| САЩ („Топ Рок Албумс“)                     | 6                  | [ 74 ]   |
| САЩ („Топ Рок енд Ълтърнатив Албумс“)      | 6                  | [ 74 ]   |
| САЩ („Топ Хардрок Албум“)                  | 2                  | [ 74 ]   |
| Унгария                                    | 19                 | [ 63 ]   |
| Финландия                                  | 6                  | [ 60 ]   |
| Франция                                    | 16                 | [ 71 ]   |
| Чехия                                      | 3                  | [ 57 ]   |
| Швеция                                     | 14                 | [ 62 ]   |
| Швейцария                                  | 6                  | [ 59 ]   |
| Южна Корея                                 | 26                 | [ 80 ]   |
| Япония                                     | 25                 | [ 79 ]   |
| Япония („Билборд Джапан Топ Албмус Сейлс“) | 41                 | [ 130 ]  |
| 2011 г.                                    |                    |          |
| Франция                                    | 168                | [ 71 ]   |

| Класация  | Най-висока позиция | Източник |         |
| 2010 г.   | 2010 г.            | 2010 г.  | 2010 г. |
| --------- | ------------------ | -------- | ------- |
| Германия  | 29                 | [ 51 ]   |         |
| Русия     | 25                 | [ 131 ]  |         |
| Франция   | 138                | [ 132 ]  |         |
| Швейцария | 64                 | [ 133 ]  |         |
| 2011 г.   |                    |          |         |
| Русия     | 49                 | [ 134 ]  |         |

Седмични класации сингли
| Сингъл         | Класация                     | Най-висока позиция | Източник |
| 2010 г.        | 2010 г.                      | 2010 г.            | 2010 г.  |
| -------------- | ---------------------------- | ------------------ | -------- |
| Raised on Rock | САЩ („Херитейдж Рок“)        | 8                  | [ 90 ]   |
| Raised on Rock | САЩ („Класик Рок Медиабейс“) | 2                  | [ 89 ]   |
| Lorelei        | Полша                        | 9                  | [ 91 ]   |

## Сертификати
| Държава  | Сертифициращ орган                                     | Сертификат | Сертифицирани продажби | Източник |
| -------- | ------------------------------------------------------ | ---------- | ---------------------- | -------- |
| Германия | Федерална асоциация на музикалната индустрия           | Платинен   | 200 000                | [ 52 ]   |
| Русия    | Национална федерация на производителите на звукозаписи | Платинен   | 20 000                 | [ 61 ]   |

## Цитати
1. ↑  Skiba, Dan. SCORPIONS – Humanity: Hour I //  Album Reviews.   metalexpressradio.com, 2007-05-25. Посетен на 2024-01-24. (на английски)
2. ↑  Humanity: Hour I //  DISCOGRAPHY.   the-scorpions.com. Посетен на 2024-01-24. (на английски)
3. ↑  Humanity Tour //  Live.   the-scorpions.com. Посетен на 2024-01-24. (на английски)
4. ↑  Crazy World Tour //  Live.   the-scorpions.com. Посетен на 2024-01-24. (на английски)
5. ↑  Awards by Scorpions //  Scorpions.   awardsandwinners.com. Посетен на 2024-01-24. (на английски)
6. ↑  tagesspiegel.de. Scorpions bekommen Echo fürs Lebenswerk //   tagesspiegel.de, 5 февруари 2009.  Архивиран от оригинала на 2017-01-04. Посетен на 2024-01-24. (на немски)
7. ↑  Amazonia: Live In The Jungle //  DISCOGRAPHY.   .the-scorpions.com. Посетен на 2024-01-24. (на английски)
8. ↑  SCORPIONS To Begin Work On New Album This Year //  News.   blabbermouth.net, 2009-04-02.  Архивиран от оригинала на 2016-03-04. Посетен на 2024-01-24. (на английски)
9. ↑  Klaus Meine: "The world was changing before our eyes" //   dw.com, 2009-04-20. Посетен на 2024-01-24. (на английски)
10. 1 2  SCORPIONS Extends Deal With ARIOLA; New Album To Arrive In 2010 //  News.   blabbermouth.net, 2009-06-15.  Архивиран от оригинала на 2017-01-01. Посетен на 2024-01-24. (на рунди)
11. 1 2 3  Gaguet 2020.
12. 1 2 3 4 5 6  Slevin, Patrick. Interview with Rudolf Schenker of the Scorpions: The Final Sting //   theaquarian.com, 2010-06-17. Посетен на 2024-09-17. (на английски)
13. 1 2  Sting In The Tail //  DISCOGRAPHY.   the-scorpions.com. Посетен на 2024-01-25. (на английски)
14. ↑  Making of Moment of Glory (1) //   Sound Check, 2000-07.  Архивиран от оригинала на 2023-08-18. Посетен на 2024-09-06. (на немски)
15. 1 2 3 4 5 6  Scorpions – Sting In The Tail //  Scorpions.   discogs.com. Посетен на 2024-01-24. (на английски)
16. 1 2 3 4  Popoff 2016, с. 215.
17. 1 2 3  Popoff 2016, с. 216.
18. ↑  Mosqueda, Ruben. JAMES KOTTAK INTERVIEW //  Interviews.   sleazeroxx.com, 2010-05-03.  Архивиран от оригинала на 2010-05-07. Посетен на 2024-01-24. (на английски)
19. 1 2 3 4  Radio Metal. The Best Is Yet To Come //  Interviews.   radiometal.com, 2010-03-26.  Архивиран от оригинала на 2013-02-01. Посетен на 2024-09-17. (на английски)
20. 1 2  Smith, Todd. An exclusive interview with Scorpions guitarist Matthias Jabs //   cuttingedgerocks.com.  Архивиран от оригинала на 2013-12-02. Посетен на 2024-01-24. (на английски)
21. 1 2 3 4  SCORPIONS: 'Sting In The Tail' Songwriting Credits Available //   blabbermouth.net, 2010-02-21. Посетен на 2024-09-17. (на английски)
22. 1 2 3 4  MacIntosh, Dan. Scorpions Rudolf Schenker //  Interviews.   songfacts.com, 2010-04-06. Посетен на 2024-01-25. (на английски)
23. 1 2 3  Sting in the Tail: Premium Edition Bonus DVD. „Сони Мюзик Ентъртейнмънт“, 2010.
24. 1 2 3  Popoff 2016, с. 217.
25. 1 2  SCORPIONS Guitarist Discusses Career Highlights //   blabbermouth.net, 2010-06-19. Посетен на 2024-09-17. (на английски)
26. 1 2 3  SCORPIONS: New Single Going For Radio Adds //  News.   blabbermouth.net, 2010-06-09.  Архивиран от оригинала на 2016-08-06. Посетен на 2024-01-25. (на английски)
27. ↑  Rao, Deb. Rudolf Schenker //   hardrockhaven.net, 2010-06-18.  Архивиран от оригинала на 2010-06-22. Посетен на 2024-01-25. (на английски)
28. 1 2 3  Popoff 2016, с. 218.
29. 1 2  Pavez, Cristian. Scorpions //   rockaxis.com.  Архивиран от оригинала на 2016-04-02. Посетен на 2024-01-25. (на испански)
30. ↑  Easton, Jeffrey. Interview with Klaus Meine //   metalexiles.com.  Архивиран от оригинала на 2010-04-19. Посетен на 2024-01-25. (на английски)
31. ↑  Popoff 2016, с. 218 – 219.
32. 1 2 3 4  Popoff 2016, с. 219.
33. 1 2  Jurek, Thom. Sting in the Tail Review by Thom Jurek //  Sting in the Tail.   allmusic.com. Посетен на 2010-11-15. (на английски)
34. ↑  Goldmine Staff. After 40 years, Scorpions will say their last goodbye //   goldminemag.com, 2010-04-01. Посетен на 2024-01-25. (на английски)
35. ↑  SCORPIONS: New Album Title Announced //  News.   blabbermouth.net, 2009-11-22.  Архивиран от оригинала на 2016-03-03. Посетен на 2024-01-25. (на английски)
36. ↑  SCORPIONS: New Album Artwork Unveiled //  News.   blabbermouth.net, 2010-01-08.  Архивиран от оригинала на 2016-03-04. Посетен на 2024-01-25. (на английски)
37. ↑  Dirk Illing //  Artists.   metal-archives.com. Посетен на 2024-01-25. (на английски)
38. 1 2 3  SCORPIONS: 'We Have Reached The End Of The Road' //  NEWS.   blabbermouth.net, 2010-01-24. Посетен на 2020-02-27. (на английски)
39. ↑  Iliev, Nick. Legendary German rockers Scorpions throw in the towel //  Archive.   sofiaecho.com, 25 януари 2010.  Архивиран от оригинала на 2016-03-28. Посетен на 2024-01-26. (на английски)
40. ↑  SCORPIONS: Audio Samples Of Entire New Album Available //  News.   blabbermouth.net, 2010-02-25.  Архивиран от оригинала на 2016-03-03. Посетен на 2024-01-25. (на английски)
41. ↑  SCORPIONS: 'Sting In The Tail' EPK Released //  News.   blabbermouth.net, 2010-02-13.  Архивиран от оригинала на 2016-03-04. Посетен на 2024-01-25. (на английски)
42. 1 2  SCORPIONS' New Song Debuts On Greek Radio; Audio Available //  News.   blabbermouth.net, 2010-02-20.  Архивиран от оригинала на 2016-03-03. Посетен на 2024-01-25. (на английски)
43. ↑  Rock Hard. SCORPIONS Kick Off North American Leg Of Get Your Sting And Blackout Farewell Tour //  News.   bravewords.com, 2010-05-26.  Архивиран от оригинала на 2010-06-29. Посетен на 2024-01-25. (на английски)
44. 1 2  SCORPIONS - Sting In The Tail Listening Party In Athens On Saturday //  News.   bravewords.com, 2010-03-10.  Архивиран от оригинала на 2019-02-22. Посетен на 2024-01-25. (на английски)
45. ↑  SCORPIONS: iTunes Version Of 'Sting In The Tail' To Include Bonus Track //  News.   blabbermouth.net, 2010-03-17.  Архивиран от оригинала на 2017-01-01. Посетен на 2024-01-25. (на английски)
46. ↑  SCORPIONS - Autographed Copy Of Sting In The Tail Up For Grabs //  News.   bravewords.com, 2010-04-19.  Архивиран от оригинала на 2016-03-04. Посетен на 2024-01-25. (на английски)
47. ↑  Scorpions – Unbreakable //  Scorpions.   discogs.com. Посетен на 2024-01-25. Country: Japan (на английски)
48. ↑  Miracle //  DISCOGRAPHY.   the-scorpions.com. Посетен на 2024-01-25. (на английски)
49. ↑  SCORPIONS: 'Sting In The Tail' Premium Edition Due Next Month //  News.   blabbermouth.net, 2010-10-20.  Архивиран от оригинала на 2016-03-04. Посетен на 2024-01-25. (на английски)
50. 1 2 3  Scorpions Sting In The Tail Album //   offiziellecharts.de. Посетен на 2020-02-28. (на немски)
51. 1 2  Top 100 Album-Jahrescharts //  Offizielle Deutsche Charts.   offiziellecharts.de. Посетен на 2024-01-29. (на немски)
52. 1 2  GOLD-/PLATIN-Datenbank //   musikindustrie.de. Посетен на 2023-12-13. Вие трябва да Напишете SCORPIONS в Hier können Sie suchen nach:/Interpret (на немски)
53. 1 2 3  SCORPIONS: More 'Sting In The Tail' Chart Positions Revealed //  News.   blabbermouth.net, 2010-04-02. Посетен на 2024-01-26. (на английски)
54. ↑  GREECE //  Global.   Billboard, 2004-06-12. p. 53. Посетен на 2024-01-26. (на английски)
55. ↑  Εβδομάδα 25/2007 //  Top 50 Ξένων Aλμπουμ.   ifpi.gr.  Архивиран от оригинала на 2007-06-05. Посетен на 2024-01-26.
56. 1 2  SCORPIONS - STING IN THE TAIL (ALBUM) //   lescharts.com. Посетен на 2024-01-26. (на френски)
57. 1 2  CZ - ALBUMS - TOP 100 //   ifpicr.cz. Посетен на 2024-01-26. На страницата с класацията изберете 11. týden 2010 в полето до думите „CZ - ALBUMS - TOP 100“, за да извлечете правилната диаграма.
58. 1 2  Scorpions - Sting In The Tail //   austriancharts.at. Посетен на 2024-01-29. (на английски)
59. 1 2  Scorpions – Sting In The Tail //   hitparade.ch. Посетен на 2024-01-29. (на английски)
60. 1 2 3  SCORPIONS - STING IN THE TAIL (ALBUM) //   finnishcharts.com. Посетен на 2024-01-29. (на английски)
61. 1 2  Шансон года Что слушали россияне в 2011 году //  Культура.   lenta.ru, 2012-03-09.  Архивиран от оригинала на 2023-04-09. Посетен на 2023-12-13. (на руски)
62. 1 2  SCORPIONS - STING IN THE TAIL (ALBUM) //   swedishcharts.com. Посетен на 2020-02-28. (на английски)
63. 1 2  2010. 04. 05. - 2010. 04. 11. //  Album Top 40 slágerlista.   Посетен на 2020-02-28. (на унгарски)
64. 1 2  SCORPIONS - STING IN THE TAIL (ALBUM) //   portuguesecharts.com. Посетен на 2020-02-28. (на английски)
65. 1 2  SCORPIONS - STING IN THE TAIL (ALBUM) //   spanishcharts.com. Посетен на 2020-02-28. (на английски)
66. 1 2  SCORPIONS - STING IN THE TAIL (ALBUM) //   italiancharts.com. Посетен на 2020-02-28. (на английски)
67. 1 2  sprzedaż w okresie 22.03.2010 - 28.03.2010 //  06 kwietnia 2010.   olis.onyx.pl. Посетен на 2024-01-26. (на полски)
68. 1 2  Scorpions – Sting In The Tail //   ultratop.be. Посетен на 2020-02-28. (на френски)
69. 1 2  Scorpions - Sting In The Tail //   dutchcharts.nl. Посетен на 2020-02-28.
70. 1 2  Scorpions – Sting In The Tail //   ultratop.be. Посетен на 2020-02-28. (на френски)
71. 1 2 3  SCORPIONS - STING IN THE TAIL (ALBUM) //   lescharts.com. Посетен на 2020-02-28. (на английски)
72. ↑  Les Meilleures Ventes de CD / Albums "Tout Temps" //   infodisc.fr. Посетен на 2024-09-17. (на френски)
73. 1 2  <Hits of the World //   Billboard, 2010-04-03. p. 55. Посетен на 2024-09-17. (на английски)
74. 1 2 3  Chart History Scorpions //   billboard.com. Посетен на 2024-01-26. (на английски)
75. ↑  Scorpions „Sting In The Tail“ enters Billboard Top 200 Charts at #23, U.S. Tour Dates Announced! //   hardrockhideout.com. Посетен на 2020-02-27. (на английски)
76. ↑  SCORPIONS: 'Sting In The Tail' First-Week Sales Revealed //  News.   blabbermouth.net, 2010-03-31. Посетен на 2024-01-26. (на английски)
77. ↑  No One Like You //   „Билборд“, 2010-08-21. p. 8. Посетен на 2024-09-17. (на английски)
78. ↑  Media Traffic. World Albums Top 40 //   acharts.co, 2010-04-10. Посетен на 2024-09-17. (на английски)
79. 1 2  蠍団とどめの一撃 //  スコーピオンズのランキング情報.   oricon.co.jp. Посетен на 2024-01-26.
80. 1 2  2010 Weeks 14 //  Album Chart.   circlechart.kr. Посетен на 2024-01-26. (на английски)
81. 1 2  SCORPIONS - STING IN THE TAIL (ALBUM) //   mexicancharts.com.  Архивиран от оригинала на 2013-12-04. Посетен на 2024-01-26. (на английски)
82. ↑  Singles //  DISCOGRAPHY.   the-scorpions.com. Посетен на 2024-01-26. (на английски)
83. ↑  Scorpions Guest Vocal Appearance Tarja Turunen – The Good Die Young //  Scorpions, Tarja Turunen.   discogs.com. Посетен на 2024-01-26. (на английски)
84. ↑  Scorpions – The Best Is Yet To Come //  Scorpions.   discogs.com. Посетен на 2024-01-26. (на английски)
85. ↑  Scorpions – Lorelei //  Scorpions.   discogs.com. Посетен на 2024-01-26. (на английски)
86. ↑  Scorpions – Raised On Rock //  Scorpions.   discogs.com. Посетен на 2024-01-26. (на английски)
87. ↑  The Good Die Young - Single //   music.apple.com. Посетен на 2024-09-17. (на английски)
88. ↑  Columbia SevenOne Music – 88697 67096 2. Scorpions Guest Vocal Appearance Tarja Turunen – The Good Die Young //   discogs.com. Посетен на 2024-09-17. (на английски)
89. 1 2 3  Scorpions Post "The Good Die Young" Video //   sleazeroxx.com, 2010-04-07.  Архивиран от оригинала на 2015-04-03. Посетен на 2024-09-17. (на английски)
90. 1 2  Heritage Rock //  Scorpions Chart History.   billboard.com. Посетен на 2024-01-26. (на английски)
91. 1 2  Lorelei //   lp3.pl. Посетен на 2024-09-17. (на полски)
92. ↑  SCORPIONS Are Having 'Too Much Fun' To Quit Now //  News.   blabbermouth.net, 2014-07-10. Посетен на 2024-01-26. (на английски)
93. 1 2 3 4 5 6  Get Your Sting and Blackout World Tour //  Live.   the-scorpions.com. Посетен на 2024-01-26. (на английски)
94. ↑  Цонев, Стоян. Отровата от последното ужилване ще бъде неизлечима – SCORPIONS на живо в София – 25 октомври 2010 г. //   Z-Rock, 26 октомври 2010.  Архивиран от оригинала на 2013-12-17. Посетен на 2024-01-26.
95. ↑  SCORPIONS Perform At MIKHAIL GORBACHEV's Birthday Party; Video Available //  News.   blabbermouth.net, 2011-03-31. Посетен на 2024-01-26. (на английски)
96. ↑  ALBUM DETAILS Live 2011: Get Your Sting & Blackout //  Discography.   the-scorpions.com. Посетен на 2024-01-26. (на английски)
97. ↑  ALBUM DETAILS Comeblack //  Discography.   the-scorpions.com. Посетен на 2024-01-26. (на английски)
98. ↑  Shaw, Zach. Scorpions Announce North American Dates For ‘Final Sting’ World Tour //   metalinsider.net, 2012-03-01. Посетен на 2024-01-26. (на английски)
99. ↑  Swanson, Dave. Scorpions Not Calling It Quits After All //   ultimateclassicrock.com, 2012-06-13. Посетен на 2024-01-26. (на английски)
100. ↑  Scorpions on tour Rock 'n' Roll Forever Tour //   guestpectacular.com. Посетен на 2024-01-26. (на английски)
101. ↑  Попов, Александър. Никаква пенсия за Scorpions, още хапят! //  Свободно време.   dnes.bg, 2013-12-17. Посетен на 2024-01-26.
102. ↑  SCORPIONS: 'In Trance' Performance Clip From 'MTV Unplugged' //  News.   blabbermouth.net, 2013-11-24. Посетен на 2024-01-26. (на английски)
103. ↑  Drummer James Kottak Sits Out Scorpions Show In Bahrain //  Band News.   mydrumlessons.co.uk, 2014-04-07. Посетен на 2024-01-26. (на английски)
104. ↑  TOP 50 Worldwide CONCERT TOURS (pdf) //  2010 Year End.   pollstarpro.com.  Архивиран от оригинала на 2011-01-24. Посетен на 2024-01-26. (на английски)
105. ↑  1/1/2011 - 12/31/2011 (pdf) //  Top 100 WORLDWIDE TOURS.   pollstarpro.com.  Архивиран от оригинала на 2015-09-24. Посетен на 2024-01-26. (на английски)
106. ↑  01/01/2012 - 12/31/2012 (pdf) //  TOP 100 Worldwide Tours.   pollstarpro.com.  Архивиран от оригинала на 2015-09-24. Посетен на 2024-01-26. (на английски)
107. ↑  TOP 100 Worldwide Tours 1-50 (pdf) //  2014 MID YEAR.   pollstarpro.com.  Архивиран от оригинала на 2014-07-21. Посетен на 2024-01-26. (на английски)
108. ↑  Jurek, Thom. AllMusic Review by Thom Jurek //   allmusic.com. Посетен на 2020-01-24. (на английски)
109. ↑  Bowar, Chad. The Scorpions – 'Sting In The Tail' //  EntertainmentHeavy Metal.   liveabout.com.  Архивиран от оригинала на 2010-03-27. Посетен на 2020-01-24. (на английски)
110. 1 2  SCORPIONS „Sting in the Tail“ //  CD Reviews.   blabbermouth.net. Посетен на 2020-01-24. (на английски)
111. ↑  Gromen, Mark. SCORPIONS – Sting In The Tail //  REVIEWS.   bravewords.com. Посетен на 2020-01-24. (на английски)
112. 1 2  Rönnebeck, Jenny. SCORPIONS Sting In The Tail //   rockhard.de. Посетен на 2020-01-24. (на английски)
113. 1 2  Antunovich, Tony. The Scorpions: Album Review //  ALBUMS REVIEWS.   metaleater.com.  Архивиран от оригинала на 2010-12-06. Посетен на 2024-01-29. (на английски)
114. 1 2  Bansal, Aniruddh. The Scorpions: Sting In The Tail //   metalassault.com.  Архивиран от оригинала на 2016-03-03. Посетен на 2024-01-29. (на английски)
115. ↑  Wierzbicki, Kevin. Scorpions - Sting in the Tail //   antimusic.com. Посетен на 2024-09-18. (на английски)
116. ↑  GEGERS. SCORPIONS - Sting In The Tail (2010) //   fp.nightfall.fr, 2012-05-26. Посетен на 2024-09-18. (на френски)
117. ↑  Chronis, Grigoris. Sting In The Tail //   metal-temple.com, 2010-03-20. Посетен на 2024-09-18. (на английски)
118. ↑  KOLBE, ALEXANDER. Scorpions: Sting In The Tail //   rocks-magazin.de, 2010. Посетен на 2024-09-18. (на немски)
119. ↑  Jenny Rönnebeck: Scorpions: Sting in the Tail. In: Rock Hard. Nr. 276, S. 97.
120. 1 2  Rock-Dinos veröffentlichen Abschieds-CD „Sting In The Tail“ //   bild.de, 2010-03-19.  Архивиран от оригинала на 2010-04-12. Посетен на 2010-11-15. (на немски)
121. ↑  SCORPIONS Sting in the Tail //  Albums.   „Билборд“, 2010-04-03. p. 36. Посетен на 2024-09-18. (на английски)
122. ↑  Rüther, Tobias. Das Rätsel Rock //  Pop.   faz.net, 2010-04-11.  Архивиран от оригинала на 2010-04-11. Посетен на 2010-11-15. (на немски)
123. ↑  Mosqueda, Ruben. SCORPIONS STING IN THE TAIL //   sleazeroxx.com, 2010-03.  Архивиран от оригинала на 2011-011-01. Посетен на 2024-01-29. (на английски)
124. ↑  Wright, Jeb. HERMAN RAREBELL: THIS SCORPION STILL HAS HIS STING //   classicrockrevisited.com.  Архивиран от оригинала на 2011-01-29. Посетен на 2024-01-29. (на английски)
125. ↑  Rivadavia, Eduardo. Scorpions Albums Ranked Worst to Best //   ultimateclassicrock.com, 2015-09-18. Посетен на 2024-01-30. (на английски)
126. ↑  Dome, Malcolm. Every Scorpions album ranked from worst to best //  Classic Rock.   loudersound.com, 2022-05-11. Посетен на 2024-01-31. (на английски)
127. ↑  classicrockrevisited. TheBestRelasesof2010 //   2011 – 01.  Архивиран от оригинала на 2011-01-06. Посетен на 2024-01-29. (на английски)
128. ↑  metalstorm.net. Metal Storm Awards 2012 //    Архивиран от оригинала на 2021-02-11. Посетен на 2011-03-19. (на английски)
129. ↑  Scorpions – Sting In The Tail //  Scorpions.   discogs.com. Посетен на 2024-01-29. (на английски)
130. ↑  Top Albums Sales //  Bilboard Japan.   billboard-japan.com. Посетен на 2024-09-28. (на английски)
131. ↑  Российская индустрия звукозаписи 2010. Top Albums //   snepmusique.com.  Архивиран от оригинала на 2011-02-08. Посетен на 2024-01-29. (на руски)
132. ↑  Top Albums //   snepmusique.com. Посетен на 2024-01-29. (на английски)
133. ↑  Schweizer Jahreshitparade 2010 //   hitparade.ch. Посетен на 2024-01-29. (на немски)
134. ↑  Шансон года Что слушали россияне в 2011 году //   lenta.ru, 2012-09-03.  Архивиран от оригинала на 2024-04-30. Посетен на 2024-09-18. (на руски)